# Charazani
Charazani er en landsby i den vestlige del af Bolivia. Charazani er adminstrativt centrum i provinsen Bautista Saavedra i departementet La Paz.
15°11′S 69°0′V / 15.183°S 69.000°V